# Peritasis luculentia
Peritasis luculentia är en stekelart som beskrevs av Diller 1982. Peritasis luculentia ingår i släktet Peritasis och familjen brokparasitsteklar. Inga underarter finns listade i Catalogue of Life.